# 25959 Gingergiovale
25959 Gingergiovale è un asteroide della fascia principale. Scoperto nel 2001, presenta un'orbita caratterizzata da un semiasse maggiore pari a 2,3476070 au e da un'eccentricità di 0,1077144, inclinata di 3,88082° rispetto all'eclittica.